# Волошин, Максимилиан Александрович
Максимилиа́н Алекса́ндрович Воло́шин (фамилия при рождении — Кирие́нко-Воло́шин; 16 [28] мая 1877, Киев, Российская империя — 11 августа 1932, Коктебель, Крымская АССР, СССР) — русский и советский поэт, переводчик, художник-пейзажист, художественный и литературный критик.

## Биография

### Детство и юность
Родился 16 (28) мая 1877 года в Киеве. Отец — Александр Максимович Кириенко-Волошин (1838—1881), юрист, коллежский советник, член киевской палаты уголовного и гражданского суда, в 1878 был назначен членом Таганрогского окружного суда. По отцовской линии Максимилиан Волошин принадлежал к старинному дворянскому казачьему роду. Один из предков поэта, певец-бандурист и слагатель украинских дум, принял мучительную смерть в польском плену.
Мать — Елена Оттобальдовна Глазер (1850—1923), российская немка. Была известна своим экстравагантным поведением и оригинальными нарядами (например, ходила стриженая и в брюках). Сыграла большую роль в жизни поэта. Дед по материнской линии — Оттобальд Андреевич Глазер (1809—1873), инженер-полковник.
Дом в Киеве, где жила семья Волошиных, сохранился до нашего времени и располагается на углу бульвара Тараса Шевченко и улицы Пирогова, 24/9.
Раннее детство прошло в Таганроге, Севастополе и Москве. В Москву семья Волошиных переехала после смерти отца будущего поэта. Здесь мама Максимилиана Волошина устроилась на работу в железнодорожную больницу. Жили в Новой слободке, недалеко от Бутырского хутора.
В 1887 году поступил в частную гимназию Л. И. Поливанова, в 1888 году перешёл во 2-й класс 1-й Московской гимназии. Учился плохо. Остался на второй год в 3-м классе.

 Это самые тёмные и стеснённые годы жизни, исполненные тоски и бессильного протеста против неудобоваримых и ненужных знаний.
— Максимилиан Волошин. Автобиография.
- Александр Кириенко-Волошин
- Елена Волошина (урожд. Глазер)
- А. Петров «Уголок Новой слободки»
- Гимназист Максимилиан Волошин
- Гимназисты во дворе дома И. Айвазовского

В 1893 году переехал с матерью в Коктебель. Поступил в Феодосийскую гимназию, попечителем которой был художник Иван Айвазовский.

Когда отзывы о моих московских успехах были моей матерью представлены в феодосийскую гимназию, то директор, гуманный и престарелый Василий Ксенофонтович Виноградов, развёл руками и сказал: «Сударыня, мы, конечно, вашего сына примем, но должен вас предупредить, что идиотов мы исправить не можем».
— Максимилиан Волошин. Записи 1932 года
В годы учёбы участвует в гимназических постановках «Женитьбы», «Горе от ума», в «Ревизоре» исполняет роль городничего, ставит «Бежин луг» Тургенева и «Разговор дам» по Гоголю. Пишет стихи, увлекается рисованием, даёт уроки. Во время художественной выставки, устроенной гимназистами в честь Ивана Айвазовского, последний обратил внимание на работы Максимилиана Волошина и сказал: «А этот шельмец будет рисовать». В июне 1897 года получает аттестат об окончании гимназии.

### Студенческие годы
О своём круге чтения Максимилиан Волошин писал: «Книги-спутники: Пушкин и Лермонтов с пяти лет; с семи Достоевский и Эдгар По; с тринадцати Гюго и Диккенс; с шестнадцати Шиллер, Гейне, Байрон; с двадцати четырёх французские поэты и Анатоль Франс; книги последних лет: Багават-Гита, Маларме, Поль Клодель, Анри де Ренье, Вилье де Лилль Адан, — Индия и Франция».
С 1897 по 1899 год учился на юридическом факультете Московского университета. Был инициатором многих студенческих выступлений, требующих демократических преобразований. В феврале 1899 года, когда началась Всероссийская студенческая забастовка, был отчислен «за участие в беспорядках» на год, выслан из Москвы в Феодосию со свидетельством «о неблагонадёжности». В феврале 1900 года был восстановлен на 2-м курсе университета, затем переведён на 3-й курс. Несмотря на это, он продолжает принимать участие в студенческом движении, за что в августе 1900 года снова подвергается аресту и высылке из Москвы «до особого распоряжения».
- М. Волошин во время путешествия по Европе
- М. Волошин в Париже
- Силуэт М. Волошина (худ. Е. Кругликова)

Не дожидаясь нового ареста, Максимилиан Волошин устраивается осенью 1900 года в партию по изысканию трассы Оренбург—Ташкентской железной дороги. Решив не возвращаться в университет, он отправляется в Париж, чтобы заняться самообразованием.

Всё видеть, всё понять, всё знать, всё пережить,

Все формы, все цвета вобрать в себя глазами,

Пройти по всей земле горящими ступнями.

Всё воспринять и снова воплотить.— Из стихотворения М. Волошина «Сквозь сеть алмазную зазеленел восток…»
В 1900-х много путешествовал по Европе (Италия, Франция, Швейцария, Германия, Испания, Греция и др.). Слушал лекции в Сорбонне в Париже. Брал уроки рисования и гравюры у художницы Е. С. Кругликовой, с которой познакомился в Париже в 1901 году. Здесь же он встретил свою будущую жену Маргариту Сабашникову.

### Литературная деятельность
В 1903 году, вернувшись в Москву, вошёл в круг символистов. Начал активно публиковаться. С этого времени жил попеременно то на родине, то в Париже. С 1904 года из Парижа регулярно посылал корреспонденции для газеты «Русь» и журнала «Весы», писал о России для французской прессы. 23 марта 1905 года в Париже стал масоном, получив посвящение в масонской ложе «Труд и истинные верные друзья» № 137 (Великой ложи Франции). В апреле того же года перешёл в ложу «Гора Синайская» № 6 (ВЛФ).
В апреле 1906 года Волошин женился на художнице Маргарите Васильевне Сабашниковой и поселился с ней в Петербурге. Их сложные отношения отразились во многих произведениях Волошина. Брачный союз продлился всего лишь год — уже в 1907-м они расстались, но после разрыва сохранили дружеские отношения на всю жизнь.
В 1907 году Волошин начал жить в Коктебеле, где его мама (которую поэт и его друзья называли «Пра» от слова «праматерь») приобрела участок земли и начала строительство дачи. В 1908 году «Дом поэта» был завершён. Здесь гостили многие видные литераторы: А. С. Грин, О. Э. Мандельштам, В. Я. Брюсов, А. Белый, Н. С. Гумилёв, М. И. Цветаева, В. Ф. Ходасевич, М. А. Булгаков, К. И. Чуковский, В. А. Рождественский, Е. И. Замятин, М. Горький.

#### Дуэль
22 ноября 1909 года между М. Волошиным и Н. Гумилёвым состоялась дуэль на Чёрной речке на гладкоствольных кремнёвых пистолетах пушкинского времени. Гумилёв вызвал Волошина на дуэль после того, как Волошин дал ему пощёчину за предположительно высказанные кому-то Гумилёвым слова о его бывшей любовнице, поэтессе Елизавете Дмитриевой. С Е. И. Дмитриевой Волошин состоял в близких отношениях и даже совместно с ней сочинил успешную литературную мистификацию — Черубину де Габриак, однако дуэль не имела отношения к разоблачению этой мистификации. Секундантами Гумилёва были Евгений Зноско-Боровский и поэт Михаил Кузмин, секундантами Волошина — граф Алексей Толстой и князь А. К. Шервашидзе.

Весь следующий день между секундантами шли отчаянные переговоры. Гумилёв предъявил требование стреляться в пяти шагах до смерти одного из противников. Он не шутил. Для него, конечно, изо всей этой путаницы, мистификации и лжи не было иного выхода, кроме смерти.
— Алексей Толстой. Н. Гумилёв
Дуэль окончилась без жертв: Гумилёв промахнулся или специально выстрелил в воздух, пистолет Волошина дважды дал осечку. Гумилёв настаивал на третьей попытке Волошина, однако секунданты объявили дуэль завершённой. Дуэлянты не подали друг другу руки. Поэты подверглись насмешкам в петербургской бульварной прессе, основной целью насмешек был Волошин, названный в статьях «Калошиным» (на месте дуэли им была потеряна калоша) — в связи с чем Волошин навсегда уехал в Крым; Гумилёв через полгода женился на А. Ахматовой. С Дмитриевой Волошин расстался, но сохранил дружеские отношения, её же он просил о ходатайстве для вступления в антропософское общество, их переписка длилась всю жизнь, до смерти Дмитриевой в 1928 году. В 1921 году в Феодосии состоялась вторая встреча и примирение Волошина и Гумилёва, они пожали друг другу руки — но Гумилёв отрицал, что в 1909 году им были сказаны приписываемые ему слова.

«Но я не говорил. Вы поверили словам той сумасшедшей женщины… Впрочем… если Вы не удовлетворены, то я могу отвечать за свои слова, как тогда…» Это были последние слова, сказанные между нами.
— Максимилиан Волошин. Записи 1932 года

#### После 1909 года
С 1910 года начал писать цикл «Киммерийские сумерки». С 1910 года работал над монографическими статьями о К. Ф. Богаевском, А. С. Голубкиной, М. С. Сарьяне, выступал в защиту художественных групп «Бубновый валет» и «Ослиный хвост», хотя сам стоял вне литературных и художественных групп.
В 1910 году в Москве вышел первый сборник «Стихотворения. 1900—1910». В дальнейшем стал заметной фигурой в литературном процессе: влиятельным критиком и сложившимся поэтом с репутацией «строгого парнасца».
- «Стихотворения. 1900—1910»
- Акварель М. Волошина
- Марина Цветаева в гостях у М. Волошина, 1911
- «Год пылающего мира», 1915

13 февраля 1913 года в Политехническом музее Волошин прочитал публичную лекцию «О художественной ценности пострадавшей картины Репина», в которой им была высказана мысль, что в самой картине «таятся саморазрушительные силы», что именно её содержание и художественная форма вызвали агрессию против неё. В 1914 году вышла книга избранных статей о культуре «Лики творчества».
Летом 1914 года, увлечённый идеями антропософии, Волошин приехал в Дорнах (Швейцария), где вместе с единомышленниками более чем из семидесяти стран (в том числе с Андреем Белым, Асей Тургеневой, Маргаритой Волошиной и др.) приступил к постройке первого Гётеанума — культурного центра антропософского общества, основанного Р. Штейнером (первый Гётеанум сгорел в ночь с 31 декабря 1922 года на 1 января 1923 года).
В 1914 году Волошин написал письмо военному министру России Сухомлинову с отказом от военной службы и участия «в кровавой бойне» Первой мировой войны. В 1915 году вышла книга антивоенных стихотворений «Anno mundi ardentis 1915» («В год пылающего мира 1915»):
- «Посев»
- «В эти дни»
- «Газеты»
- «Под знаком льва»
- «Усталость»
- «Армагеддон»

В это время он всё больше внимания уделял занятиям живописью, писал акварельные пейзажи Крыма, выставлял свои работы на выставках «Мира искусства». В январе 1915 года уехал в Париж, где вышел его сборник '«Anno mundi ardentis 1915»', изобразивший «ужас разъярившихся времён».

В осенний дым по стынущим полянам

Дымящиеся водят борозды

Не пахари;

Не радуется ранам

Своим земля;

Не плуг вскопал следы;

Не семена пшеничного посева,

Не ток дождей в разъявшуюся новь, -

Но сталь и медь,

Живую плоть и кровь

Недобрый Сеятель

В годину Лжи и Гнева

Рукою щедрою посеял…

Бед

И ненависти колос,

Змеи плевел

Взойдут в полях безрадостных побед,

Где землю-мать

Жестокий сын прогневал.— «Посев», 3.II.1915
Весной 1916 года вернулся в Россию, в ноябре освобождён от воинской повинности медицинским освидетельствованием.
В начале 1917 года представил свои картины на выставке «Мир искусства», выдвинул проект Всероссийского союза художников. В Крыму с апреля 1917 года. В Коктебеле он создал множество акварелей, сложившихся в его «Коктебельскую сюиту». М. Волошин часто подписывает свои акварели: «Твой влажный свет и матовые тени дают камням оттенок бирюзы» (о Луне); «Тонко вырезаны дали, смыты светом облака»; «В шафранных сумерках лиловые холмы»… Эти надписи дают некоторое представление об акварелях художника — поэтических, прекрасно передающих не столько реальный пейзаж, сколько настроение, им навеваемое, бесконечное неутомительное разнообразие линий холмистой «страны Киммерии», их мягкие, приглушённые краски, линию морского горизонта — какой-то колдовской, всеорганизующий прочерк, облака, истаивающие в пепельном лунном небе. Что позволяет отнести эти гармоничные пейзажи к Киммерийской школе живописи.

### Волошин и революция
Февральскую революцию поэт встретил в Москве. Свои впечатления от этого времени он изложил в статье «Россия распятая» (1920):

На Красной площади был назначен революционный парад в честь Торжества Революции.
Таяло. Москву развезло. По мокрому снегу под кремлёвскими стенами проходили войска и группы демонстрантов. На красных плакатах впервые в этот день появились слова «Без аннексий и контрибуций».
Благодаря отсутствию полиции в Москву из окрестных деревень собралось множество слепцов, которые, расположившись по папертям и по ступеням Лобного места, заунывными голосами пели древнерусские стихи о Голубиной книге и об Алексее Человеке Божьем.
Торжествующая толпа с красными кокардами проходила мимо, не обращая на них никакого внимания. Но для меня, быть может подготовленного уже предыдущим, эти запевки, от которых веяло всей русской стариной, звучали заклятиями. От них разверзалось время, проваливалась современность и революция, и оставались только кремлёвские стены, чёрная московская толпа да красные кумачовые пятна, которые казались кровью, проступившей из-под этих вещих камней Красной площади, обагрённых кровью Всея Руси. И тут внезапно и до ужаса отчётливо стало понятно, что это только начало, что русская Революция будет долгой, безумной, кровавой, что мы стоим на пороге новой Великой Разрухи Русской Земли, нового Смутного времени.

Когда я возвращался домой, потрясённый понятым и провиденным, в уме слагались строфы первого стихотворения, внушённого мне Революцией. Вот оно в окончательной своей форме.
С апреля 1917 года Максимилиан Волошин жил в Коктебеле — в доме, построенном в 1908 году его матерью. К вооружённому захвату власти в октябре 1917 года и к условиям Брестского мира он отнёсся отрицательно, что нашло отражение в его произведениях «Святая Русь» (19 ноября 1917 года)

Поддалась лихому подговору,

Отдалась разбойнику и вору,

Подожгла посады и хлеба,

Разорила древнее жилище

И пошла поруганной и нищей

И рабой последнего раба.
и «Мир» (23 ноября 1917 года):
С Россией кончено… На последях

Её мы прогалдели, проболтали,

Пролузгали, пропили, проплевали,

Замызгали на грязных площадях,

Распродали на улицах, не надо ль

Кому земли, республик да свобод,

Гражданских прав? И родину народ

Сам выволок на гноище, как падаль.
В это время Максимилиан Волошин создаёт целый ряд поэтических образов действующих лиц революции («Красногвардеец», «Матрос», «Спекулянт») и фиксирует произошедшие в стране социально-экономические изменения («На вокзале»).

И каждый прочь побрёл, вздыхая,

К твоим призывам глух и нем.

И ты лежишь в крови — нагая,

Изранена, изнемогая,

И не защищена никем…
Во время гражданской войны он не примкнул ни к одной из сторон, выступая против любого насилия. Поэт принципиально занял позицию «над схваткой», пытался умерить вражду, спасая в своём доме преследуемых: сперва красных от белых, затем, после перемены власти, — белых от красных («Гражданская война», «Дом поэта»). Письмо, направленное М. Волошиным в защиту арестованного белыми О. Э. Мандельштама, весьма вероятно, спасло того от расстрела.

Сколько понадобилось лжи

В эти проклятые годы,

Чтоб разъярить и поднять на ножи

Армии, классы, народы.

Как едко писал Иван Бунин
Вот и Волошин. Позавчера он звал на Россию «Ангела Мщения», который должен был «в сердце девушки вложить восторг убийства и в душу детскую кровавые мечты». А вчера он был белогвардейцем, а нынче готов петь большевиков. Мне он пытался за последние дни вдолбить следующее: чем хуже, тем лучше, ибо есть девять серафимов, которые сходят на землю и входят в нас, дабы принять с нами распятие и горение, из коего возникают новые, прокалённые, просветлённые лики. Я ему посоветовал выбрать для этих бесед кого-нибудь поглупее.
Развёрнутое в стране насилие и массовые убийства Максимилиан Волошин считал историческим грехом России, за который неизбежно последует расплата: «И кровь за кровь без меры потечёт» («Ангел мщенья»). Политику он рассматривал как «популярный и очень бестолковый подход к современности», а целью государства считал насилие («Путями Каина»).

Поэту и мыслителю совершенно нечего делать среди беспорядочных столкновений хотений и мнений, называемых политикой. Но понятия современности и истории отнюдь не покрываются словом политика. Политика — это только очень популярный и очень бестолковый подход к современности. Но следует прибавить, что умный подход к современности весьма труден и очень редок.
Своё отношение к революции, которую он называл «нервно-религиозным заболеванием», Максимилиан Волошин изложил в статьях «Поэзия и революция» (1919), «Россия распятая» (1920) и в стихотворениях, таких как «Русская революция», «Неопалимая купина» или «Доблесть поэта» (1925). Осмысление революции у Максимилиана Волошина происходит через размышления об апокалипсическом смысле истории, а также через анализ национальных особенностей России и её природных условий. В первом случае он проводит параллель со Смутой, выход из которой, по мнению поэта, был осуществлён благодаря самоотверженности народа, осознавшего общенациональные задачи. Анализируя природные условия страны, он констатирует, что большая территория дала возможность безудержного проявления воли («Россия», «Дикое поле»). Природа, в свою очередь, оказала влияние на формирование русского национального характера: «…с одной стороны, безграничная анархическая свобода личности и духа, выражающаяся во всём строе совести, мысли и жизни; с другой же — необходимость в крепком железном обруче, который мог бы сдержать весь сложный конгломерат земель, племён, царств, захваченных географическим распространением Империи. С одной стороны — Толстой, Кропоткин, Бакунин, с другой — Грозный, Пётр, Аракчеев. Ни от того, ни от другого Россия не должна и не может отказаться. Анархическая свобода совести ей необходима для разрешения тех социально-моральных задач, без ответа на которые погибнет вся европейская культура; империя же ей необходима и как щит, прикрывающий Европу от азиатской угрозы, и как крепкие огнеупорные стены тигеля, в котором происходят взрывчатые реакции её совести, обладающие страшной разрушительной силой». 

Насколько путь самодержавия является естественным уклоном государственного порядка России, видно на примере большевиков. Являясь носителями социалистической идеологии и борцами за крайнюю коммунистическую программу, они прежде всего постарались ускорить падение России в ту пропасть, над которой она уже висела. Это им удалось, и они остались господами положения. Тогда, обернувшись сами против тех анархических сил, которыми они пользовались до тех пор, они стали строить коммунистическое государство. Но только лишь они принялись за созидательную работу, как, против их воли, против собственной идеологии и программы, их шаги стали совпадать со следами, оставленными самодержавием, и новые стены, ими возводимые, совпали с только что разрушенными стенами низвергнутой империи <…>
Внутреннее сродство теперешнего большевизма с революционным русским самодержавием разительно. Так же, как Пётр, они мечтают перебросить Россию через несколько веков вперёд, так же, как Пётр, они хотят создать ей новую душу хирургическим путём, так же, как Пётр, цивилизуют её казнями и пытками: между Преображенским Приказом, Тайной канцелярией и Чрезвычайной комиссией нет никакой существенной разницы. Отбросив революционную терминологию и официальные лозунги, уже ставшие такими же стёртыми и пустыми, как «самодержавие, православие, народность» недавнего прошлого, по одним фактам и мероприятиям мы не сможем дать себе отчёта, в каком веке и при каком режиме мы живём <…>
Большевизм нельзя победить одной силой оружия, от бесноватости нельзя исцелиться путём хирургическим. Если Москва и Петербург будут завоёваны — он уйдёт внутрь — в подполье. Раздавленный силой, он будет принимать только новые формы, вспыхивать в новом месте и с новой силой <…> Я думаю, что тяжёлая и кровавая судьба России на путях к Граду Невидимому проведёт её ещё и сквозь социал-монархизм, который и станет ключом свода, возводимого теперешней гражданской войной.
Поэт сравнивает прошедшую через революционные потрясения Россию с неопалимой купиной («горящая и несгорающая сквозь все века своей мученической истории») и градом Китеж.
Статьи 1918−1920 гг.
- «Русская бездна»
- «Самогон крови»
- «Вся власть Патриарху»
- «О цареубийстве»
- «Гражданская война»
- «На весах поэзии»
- «Поэзия и революция»
- «Заметки»

Лекция «Россия распятая» (1920)
Стихи из цикла «Пути России»
- «Предвестия»
- «Ангел мщенья»
- «Трихины»
- «Демоны глухонемые»
- «Дикое Поле»
- «Русь гулящая»
- «Благословение»

Стихи из цикла «Личины»
- «Большевик»
- «Буржуй»

Стихи из цикла «Усобица»
- «Северовосток»
- «Бойня»
- «Террор»
- «Красная Пасха»
- «Терминология»
- «Голод»
- «На дне преисподней»
- «Готовность»
- «Потомкам»

Стихи из цикла «Возношения»
- «Посев»
- «Заклинание»
- «Видение Иезекииля»

«Россия» (поэма)
Из книги «Путями Каина»
- «Бунтовщик»
- «Государство»
- «Левиафан»

Стихи из цикла «Паралипоменон»
- «Доблесть поэта»
- «Памяти Цераского»
- «Аделаида Герцык»
- «Дом Поэта»
- «Четверть века»
- «Владимирская Богоматерь»

### Общественная деятельность
В 1920 году назначен заведующим по охране памятников искусства и науки в Феодосийском уезде, получает охранное свидетельство Отдела народного образования Феодосийского военно-революционного комитета, инспектирует памятники искусства и частные библиотеки.

…я уверен, что люди добровольческой ориентации уже решили в душе, что я скрытый большевик, так как говорю о государственном строительстве в Советской России и предполагаю её завоевательные успехи, а люди, социалистически настроенные, что я монархист, так как предсказываю возвращение России к самодержавию. Но я действительно ни то, ни другое. /…/
Мой единственный идеал — это Град Божий. Но он находится не только за гранью политики и социологии, но даже за гранью времён. Путь к нему — вся крестная, страстная история человечества.

Я не могу иметь политических идеалов потому, что они всегда стремятся к наивозможному земному благополучию и комфорту. Я же могу желать своему народу только пути правильного и прямого, точно соответствующего его исторической, всечеловеческой миссии. И заранее знаю, что этот путь — путь страдания и мученичества. Что мне до того, будет ли он вести через монархию, социалистический строй или через капитализм — всё это только различные виды пламени, проходя через которые перегорает и очищается человеческий дух.
В 1921 году получил от Крымского Совета народных комиссаров разрешение на создание «Коктебельской художественно-научной экспериментальной студии» и охранную грамоту на дом поэта в Коктебеле. В мае 1921 года вступает во Всероссийский союз поэтов.
В 1921—1922 М. А. Волошин непродолжительное время работал преподавателем Крымской кавалерийской школы имени ЦИК Крымской АССР, где читал лекции, вёл культурно-просветительскую работу, он общался с молодым преподавателем, начинающим поэтом С. П. Щипачёвым.
В 1924 году с одобрения Наркомпроса Волошин превратил свой дом в Коктебеле в бесплатный Дом творчества (впоследствии — Дом творчества Литфонда СССР).

Курьёзный случай произошёл однажды с Волошиным в Москве. Жена, потеряв его из виду в сутолоке вокзальной площади, стала звать:
 — Макс! Макс!
Поблизости стояли красноармейцы. Услышав необычное имя и увидев человека с пышной седой шевелюрой и большой бородой, они встрепенулись:
 — Ребята, глядите, Карл Маркс!
Подошли к поэту, отдали честь и торжественно отрапортовали:
 — Товарищ Карл Маркс! Да здравствует ваш марксизм, который мы изучаем на уроках политграмоты!
Поэт с улыбкой ответил:
 — Учите, учите, ребятки!— Шенталинский В. А. Осколки Серебряного века. Окончание // Новый мир. 1998. № 6. С. 184—185.
9 марта 1927 года был зарегистрирован брак Максимилиана Волошина с Марией Степановной Заболоцкой (1887—1976), которая, став женой поэта, разделила с ним трудные годы (1922—1932) и была его опорой. После смерти поэта она сумела сохранить его творческое наследие и сам дом поэта.
В декабре 1929 года перенёс инсульт.
В мае 1931 года подал заявление о передаче каменного флигеля своего дома Союзу писателей. В ноябре 1931 года Волошину была назначена персональная пожизненная пенсия.

### Смерть
В конце июля 1932 года обострившаяся астма осложнилась гриппом и воспалением лёгких. Скончался в 11 часов утра 11 августа 1932 года в Коктебеле и был похоронен на горе Кучук-Енышар близ Коктебеля. В похоронах участвовали Н. К. Чуковский, Г. П. Шторм, Г. В. Артоболевский, А. Г. Габричевский.
Посмертная маска М. А. Волошина была изготовлена известным скульптором Сергеем Дмитриевичем Меркуровым, в своё время создавшим посмертные маски Льва Толстого, Владимира Маяковского, Владимира Ленина и Михаила Булгакова.

## Судьба творческого наследия в СССР
Произведения Максимилиана Волошина не издавались в СССР в период с 1928 по 1961 год. Сам автор ещё в 1926 году писал, что его стихам ныне суждено «списываться тайно и украдкой», «при жизни быть не книгой, а тетрадкой». Его стихотворения действительно активно распространялись в самиздате.

## Память
- 1 августа 1984 года в Коктебеле состоялось торжественное открытие «Дома-музея Максимилиана Волошина».
- 19 июня 2007 года в Киеве состоялось открытие мемориальной доски на доме, в котором родился Максимилиан Волошин (бульвар Тараса Шевченко, дом 24).
- Учреждены Международный Волошинский конкурс, Международная Волошинская премия и фестиваль «Волошинский сентябрь».
- В 2007 году имя М. А. Волошина было присвоено библиотеке № 27, расположенной в Новодевичьем проезде в Москве.

## Адреса в Санкт-Петербурге
Осень 1906 — весна 1907 года — квартира Е. Н. Званцевой в доходном доме И. И. Дернова — Таврическая улица, 35.

### Собрание сочинений
- Максимилиан Волошин Стихотворения и поэмы в двух томах. — Общая редакция Б. А. Филиппова, Г. П. Струве и Н. А. Струве, при участии А. Н. Тюрина. — Обложка работы С. Голлербаха. — Paris: YMCA-PRESS.
  - Т. 1. Стихотворения и поэмы. — Вступительные статьи Б Филиппова и Э Райса. — 1982. — 532 с. — портр., фото. — ISBN 2-85065-009-9
  - Т. 2. Стихотворения и поэмы. — 592 с. — 1984. — портр., фото. — ISBN 2-85065-040-4
- Максимилиан Волошин Собрание сочинений в 13 (17) томах; под общ. ред. В. П. Купченко и А. В. Лаврова; [сост., подгот. текста В. П. Купченко, А. В. Лаврова; коммент. В. П. Купченко]. — М. : Эллис Лак 2000, 2003—2015.; ил., портр. [Настоящее издание — первое наиболее полное, научно откомментированное собрание сочинений Максимилиана Александровича Волошина (1877—1932) — поэта, литературного и художественного критика, переводчика, мыслителя-гуманиста, художника. Оно издаётся под эгидой Института русской литературы (Пушкинский Дом) РАН и подготовлено ведущими волошиноведами В. П. Купченко и А. В. Лавровым.]
  - Т. 1. Стихотворения и поэмы 1899—1926. — 2003. — 606 с.; — 800 экз. ISBN 5-902152-06-2
  - Т. 2. Стихотворения и поэмы 1891—1931. — 2004. — 766 с.; — 900 экз. ISBN 5-902152-19-4
  - Т. 3. Лики творчества, книга первая: О Репине. Суриков. — 2005. — 608 с.; — 400 экз. ISBN 5-902152-27-5
  - Т. 4. Переводы. — 2006. — 992 с.; — 3000 экз. ISBN 5-902152-34-8
  - Т. 5. Лики творчества, книга вторая: Искусство и искус.; Лики творчества, книга третья: Театр и сновидение.; Проза. 1900—1906: Очерки, статьи, рецензии. — 2007. — 928 с.; — 3000 экз. ISBN 978-5-902152-48-4
  - Т. 6, кн. 1.: Проза 1906—1916: Очерки, статьи, рецензии. — 2007. — 896 с.; — 3000 экз. ISBN 978-5-902152-49-1
  - Т. 6, кн. 2.: Проза 1900—1927: Очерки, статьи, лекции, рецензии, наброски, планы. — 2008. — 1088 с.; — 2500 экз. ISBN 978-5-902152-50-7
  - Т. 7, кн. 1.: Журнал путешествия. Дневник 1901—1903. История моей души. / [сост., подгот. текста, коммент. В. П. Купченко]. — 2006. — 544 с.; — 3000 экз. ISBN 5-902152-07-0
  - Т. 7, кн. 2.: Дневники 1891—1932. Автобиографии. Анкеты. Воспоминания. [сост., подгот. текста, коммент. В. П. Купченко]. — 2008. — 768 с.; — 2500 экз. ISBN 978-5-902152-47-7
  - Т. 8. Письма 1893—1902. — [сост. А. В Лаврова]. — 2009. — 832 с.; — 2500 экз. ISBN 978-5-902152-50-7
  - Т. 9. Письма 1903—1912. — 2010. — 784 с.; — 2500 экз. ISBN 978-5-902152-79-8
  - Т. 10. Письма 1913—1917. — [сост. А. В. Лаврова; подгот. текста и коммент. К. М. Азадовского и др.]. — 2011. — 832 с.; — 2500 экз. ISBN 978-5-902152-84-2 (в пер.)
  - Т. 11. кн. 1.: Переписка с Маргаритой Сабашниковой 1903—1905. — 2013. — 736 с.; — 2500 экз. ISBN 978-5-902152-85-9
  - Т. 11. кн. 2.: Переписка с Маргаритой Сабашниковой 1906—1924. — 2015. — 784 с.; — 2500 экз. ISBN 978-5-902152-96-5
  - Т. 12. Письма 1918—1924. — [сост. А. В. Лаврова; подгот. текста Н. В. Котрелева и др. ; коммент. А. В. Лаврова, Г. В. Петровой]. — 2013. — 992 с.; — 2000 экз. ISBN 978-5-902152-79-8
  - Т. 13. Письма 1925—1928.; кн. 1.: 1925—1928. — [сост. А. В. Лаврова; подгот. текста А. В. Лаврова и др. ; коммент. А. В. Лаврова, Г. В. Петровой]. — 2015. — 656 с.; 1500 экз. ISBN 978-5-91172-105-3
  - Т. 13. Письма 1925—1928.; кн. 2.: 1929—1932. — [сост. А. В. Лаврова; подгот. текста А. В. Лаврова и др. ; коммент. А. В. Лаврова, Г. В. Петровой]. — 2015. — 506 с.; 1500 экз. ISBN 978-5-91172-106-0

## Живописные работы
- «Испания. У моря» (1914)
- «Париж. Площадь Согласия ночью» (1914)
- «Два дерева в долине. Коктебель» (1921)
- «Пейзаж с озером и горами» (1921)
- «Розовые сумерки» (1925)
- «Холмы, иссушенные зноем» (1925)
- «Лунный вихрь» (1926)
- «Свинцовый свет» (1926)

## Фильмография

### Документальное кино
- 1992 год — «Киммерийский затворник. Максимилиан Волошин» (документальный фильм, 2 серии (Гостелерадио СССР); режиссёр и автор сценария — Олег Рябоконь)
- 2004 год — «Легенды серебряного века: Фильм 1. Максимилиан Волошин. Голоса» (документальный фильм, киновидеостудия «Риск» (Россия), режиссёр — Андрей Осипов)
- 2004 год — «Демоны глухонемые». Максимилиан Волошин.(Видеофильм из цикла «Плоды просвещения», телеканал «Культура»)
- 2005 год — «Божий бич». Максимилиан Волошин (из цикла «Библейский сюжет», телеканал «Культура»)

### Художественное кино
- 1987 — В Крыму не всегда лето, реж. Виллен Новак, в роли поэта Евгений Лазарев.